# اوگو دآلسیو
اوگو دآلسیو (ایتالیایی: Ugo D'Alessio؛ ‏ ۲۶ اوت ۱۹۰۹ – ۱۶ فوریهٔ ۱۹۷۹) هنرپیشه اهل ایتالیا بود.
از فیلم‌ها یا مجموعه‌های تلویزیونی که وی در آن نقش داشته‌است، می‌توان به نان و شکلات، ماجراهای پینوکیو، هفت نت سیاه‌رنگ، آخرین داوری، آزادی کجاست؟، گاریبالدی، جوجه‌اردک را آزار نده، و دو شب با کلئوپاترا اشاره کرد.